# Joshua Leakey
Joshua Mark Leakey là một người lính Anh, hiện đang phục vụ trong  Trung đoàn Parachute. Ông được trao huân chương Chữ thập Victoria, huân chương quân sự cao nhất cho thành tích dũng cảm trong các lực lượng vũ trang Anh và Khối thịnh vượng chung, nhờ thành tích của ông trong một cuộc đột kích Anh-Mỹ tại tỉnh Helmand, Afghanistan, vào ngày 22 tháng 8 năm 2013. Ông là người lính đầu tiên còn sống của Anh được trao huân chương chữ thập Victoria cho cuộc chiến ở Afghanistan.